# بطولة تونس للكرة الطائرة للرجال 2014-2015
بطولة تونس للكرة الطائرة للرجال 2014-2015 هو الموسم رقم 60 من بطولة تونس للكرة الطائرة للرجال.

فاز بهذا الموسم الترجي الرياضي التونسي.

## روابط خارجية
- الموقع الرسمي للجامعة التونسية للكرة الطائرة.